# ポンペオ・マーニョ (軽巡洋艦)
ポンぺオ・マーニョ(Pompeo Magno)はカピターニ・ロマーニ級の軽巡洋艦で、進水順では7番艦にあたる。第二次世界大戦中、小規模な戦闘に参加し、1943年晩夏、カッシビレ休戦協定に基づき、イタリアの他の戦闘艦隊とともにマルタ島に向かった。その後、イタリア海軍で地中海に再展開し、支援任務を遂行した。
戦争が終わると巡洋艦はイタリアに引き渡され、1950年代に大規模な改造が施され、嚮導艦として再分類され、ペナント・ナンバーD 562を付けてサン・ジョルジョと改名された。同様に改造された姉妹艦のジュリオ・ジェルマニコとともに海軍に入隊。1965年からは練習艦として使用され、1979年に退役し、後にスクラップとなった。

## 艦名とモットー
艦名は、ローマの将軍であり政治家でもあったグナエウス・ポンペイウス・マグヌス（ラテン語：Gneus Pompeius Magnus）にちなむ。 ポンペイウスは最初はガイウス・ユリウス・カエサルと同盟を結んでいたが、後に敵対した。
この船のモットーは、キケロがルキウス・ムナティウス・プランクスに宛てた「家族への手紙」から引用された。また、潜水艦ルイジ・ガルヴァニ（1938年に退役）及びルイージ・ガルヴァーニのモットーだった。

## 艦歴

### 1943年の夏と休戦
ポンペオ・マーニョは、休戦前にイタリア海軍で活躍したカピターニ・ロマーニ級の3隻のうちの1隻であった。

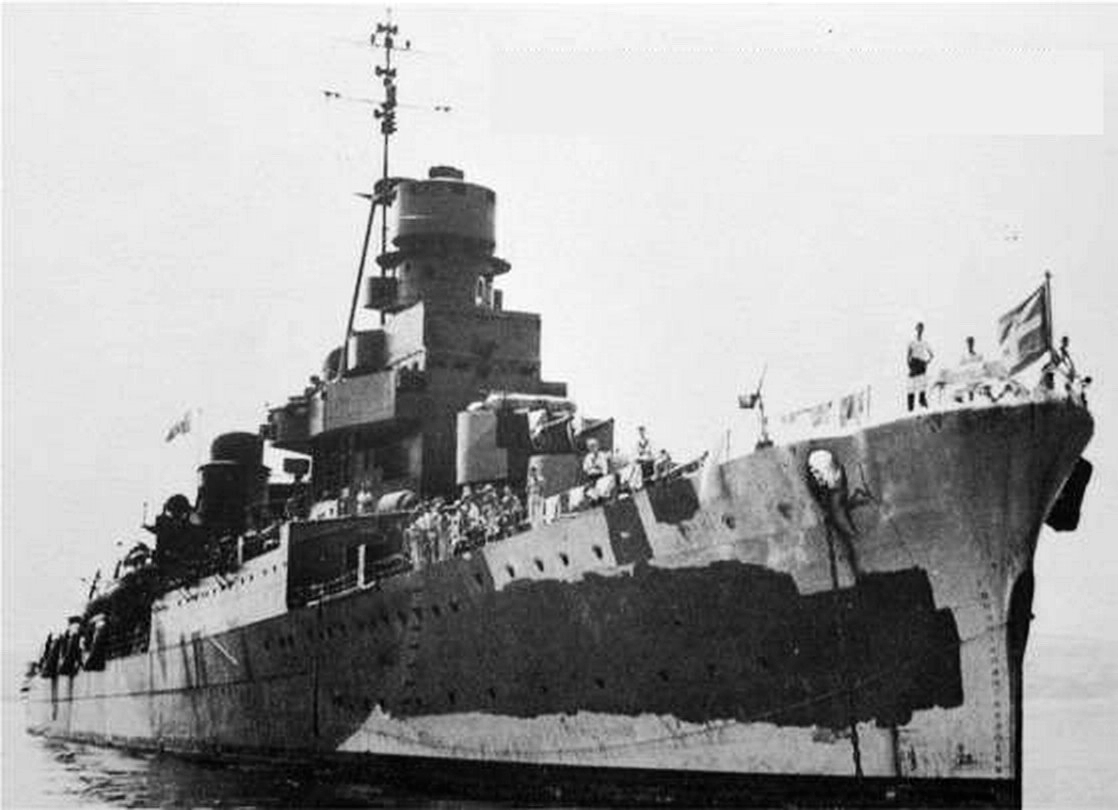
迷彩が施された状態で航行中のポンペオ・マーニョ

アンコーナのカンティエリ・ナヴァリ・リウニティ造船所で建造され、1939年9月3日に船体が起工された。1941年8月24日に進水し、1943年6月4日に完成、翌6月24日に就役した。ターラント基地に配属され、機雷敷設任務を遂行した。
1943年の夏にはグーフォEC.3terレーダーを装備していたとの情報もあるが、ほとんどの情報ソースではこのレーダーを装備していたのはシピオーネだけであったとされている。
7月12～13日の夜、メッシーナ海峡の海域で、ポンペオ・マーニョはグーフォEC.3で探知した連合軍の高速魚雷艇5隻と交戦したと言われている。 上官の命令で使用しないことになっていたのだが、レーダーで探知したデータを基に敵の魚雷艇を発見した後、そのうちの2隻を立て続けに撃沈し、後に沈む3隻目を大破させた。残りの2隻は全速力で逃走したという。姉妹艦のシピオーネ・アフリカーノは、7月16日と17日の夜にもメッシーナ海峡で敵魚雷艇と交戦している。  しかし、連合軍のシチリア上陸後、島での陸上作戦と連合軍によるメッシーナ海峡封鎖の可能性を見越して、海峡を通過し、ターラントに到達する任務を任されたシピオーネである可能性が高い。
9月8日の休戦時、同艦はターラントにおり、姉妹艦のシピオーネ・アフリカーノとカドルナと同じく、当時ドゥイリオ級しかいなかった第5師団配下の巡洋艦隊に所属していた。

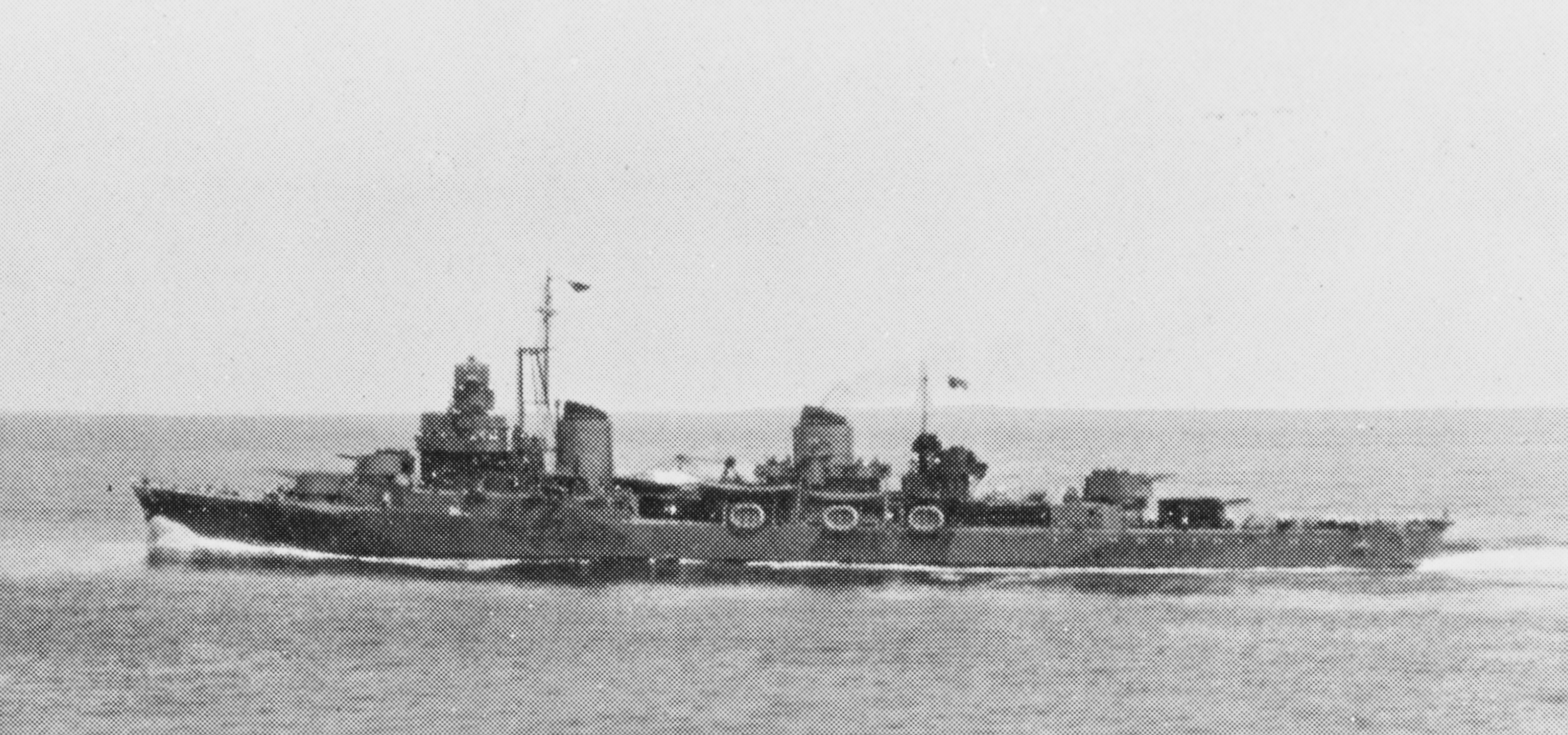
休戦協定調印後、マルタに向けて航行するポンペオ・マーニョ

休戦宣言によりイタリア海軍基地は大きく緊張していた。9月9日の朝、ペスカーラに行くよう命じられたシピオーネが午前6時頃に停泊地を離れた後、基地の他の艦船はマルタに向けて出発するよう命じられた。基地にいる将校の間で、各部隊の指揮官が自沈についての会議をした。 この会議では特に激しく議論がされた。 巡洋艦群の司令官であったジョヴァンニ・ガラティ少将は、マルタ島へ向かうことを拒否し、最終決戦か自沈のために北方へ出航する意向を表明したため、上官であったブルート・ブリヴォネージ提督に要塞で逮捕された。結局、君主と政府の命令に従うという結論に至り、2隻の戦艦、2隻の巡洋艦、駆逐艦ニコローゾ・ダ・レッコで編成された一団は、 ターラントへの輸送船団を護衛するイギリス海軍が見ているなか午後4時から5時の間にターラントの基地を出発した。19:00頃、一団は4機のドイツ空軍爆撃機の攻撃を受けた。爆撃機は戦艦ドゥイリオに急接近し、船から数メートルの地点に爆弾を投下したが、被害はなかった。艦船は対空砲火で応戦した。翌日の9:30には、イギリスの駆逐艦が一団に加わり、午後にはイタリア艦船をマルタまで護衛する8隻の高速魚雷艇が加わり、17:50にマドリエナ・タワー沖に到着した。ダ・ザラ提督が率いる船団は、戦艦ローマの沈没の後、オリヴァ提督が指揮を引き継いだラ・スペツィアからの船団と合流した。

### 1944年から1945年
10月4日、イタリアに戻るために他のいくつかの部隊とともにマルタを出港し、ターラント基地の第8巡洋艦師団に配属された後、1944年2月2日に第7巡洋艦師団に移り、交戦中にいくつかの輸送任務を遂行した。

## 歴代艦長
- パオロ・メンガリーニ 1943年6月24日～8月7日
- アルベルト・バンフィ1943年8月8日～1944年9月4日
- ニコラ・ムルツィ 1944年9月5日～1945年10月13日

## 改造
終戦後、講和条約に基づき、姉妹艦のレゴロ、シピオーネ・アフリカーノと共に損害賠償を理由にフランスに引き渡される予定であったが、1948年5月1日に引き渡しの前に武装解除した。1948年7月の両政府間の合意の後、引き渡される艦のリストに若干の変更が加えられた。ポンペオ・マーニョはフランスが船体の変形を考慮したため除外され、 1942年に雷撃を受けた姉妹艦のレゴロが艦首を失っており、建造中のカイオ・マリオの艦首と交換されていた。そして、ポンペオ・マーニョは、他の2隻が引き渡されるためスクラップにされることが決定した
フランスへの引き渡しを免れ、1949年6月15日に退役を完了し、1950年5月15日に正式に海軍軍籍から抹消されたが、イタリアは1950年代初頭に海軍の再建に着手していたため、1951年3月1日の大統領命令により、スクラップにされる代わりに旧艦ポンペオ・マーニョと姉妹艦のジュリオ・ジェルマニコの船体は、それぞれサン・ジョルジョ（D 562）とサン・マルコと改名され、1953年にジェノヴァのナバルメッカニカ社カンティエリ・デル・ティレーノとカステッランマーレ・ディ・スタビアでそれぞれ駆逐艦として再建工事を開始した。工事完了後、サン・ジョルジョは1955年にイタリア海軍に復帰し、サン・マルコは1956年初頭に就役した。1957年4月10日、この2隻は嚮導艦として再分類された。1963年から1965年にかけて再び改装されたサン・ジョルジョは、ラ・スペツィア工廠でリヴォルノ海軍兵学校の学生のための練習艦に改装され、練習航海と小規模な活動が交互に行われた。1979年に退役するまで活躍した。